# فرودگاه لا گراند ریوییر
فرودگاه لا گراند ریوییر  (به فرانسوی: Aéroport de la Grande Rivière) یک فرودگاه همگانی باربری با کد یاتا YGL است که یک باند فرود آسفالت دارد و طول باند آن ۱۹۸۱ متر است. این فرودگاه در کشور کانادا قرار دارد و در ارتفاع ۱۹۵ متری از سطح دریا واقع شده است.

## شرکت‌های هواپیمایی و مقصدهای پروازی
| شرکت‌های هواپیمایی | مقصدهای پروازی                                   |
| ----------------- | ------------------------------------------------ |
| ایر اینویت        | کویواراپیک، مونترآل-پییر الیوت ترودو، پوویرنیتوک |